# Raich
Raich este o comună din landul Baden-Württemberg, Germania.